# Пелерин Осерский
Пелерин (лат. Peregrinus, фр. Pèlerin d'Auxerre, Pérégrin; ум. ок. 261 года н. э. или ок. 304 года н. э.) — святой епископ Осерский, священномученик. День памяти — 16 мая.
Святой Пелерин почитается как первый епископ Осера и строитель его первого собора. Согласно местному преданию, он был римским священником, назначенным папой Сикстом II для евангелизации по просьбе христиан, проживающих в этой части Галлии. Он проповедовал в Марселе, Лионе и обратил большинство жителей Осера в христианство.
В Интарануме (совр. Энтрен-сюр-Ноэн) святой Пелерин разгневал правителя после того, как обратился к населению с призывом отказаться от языческих идолов; жители посвящали новый храм Юпитеру.
В «Мартирологе Иеронима» сообщается, что Пелерин был замучен и обезглавлен в Vicus Baiacus (совр. Буи, что в Ньевре) во время Диоклетиановых гонений.
Вместе с ним мученическую смерть приняли чтец Иовиниан, священник Марс, диакон Коркодома и иподиакон Иовиан.
В 1645 году, когда велись работы под алтарем церкви Буи, был обнаружен человеческий череп. После расследования было объявлено, что он принадлежит св. Пелерину и был торжественно возвращён в Осер.